# Shichikashuku (Miyagi)
Shichikashuku (七ヶ宿町 Shichikashuku-machi?) es un pueblo localizado en la prefectura de Miyagi, Japón. En octubre de 2018 tenía una población de 1.330 habitantes y una densidad de población de 5,06 personas por km². Su área total es de 263,09 km².

## Geografía

### Municipios circundantes
- Prefectura de Miyagi
  - Ōsaki
  - Shikama
- Prefectura de Yamagata
  - Obanazawa
  - Mogami
- Prefectura de Fukushima
  - Fukushima

## Demografía
Según datos del censo japonés, la población de Shichikashuku ha disminuido en los últimos años.
| Año del censo | Población |
| ------------- | --------- |
| 1995          | 2.174     |
| 2000          | 2.034     |
| 2005          | 1.871     |
| 2010          | 1.694     |
| 2015          | 1.461     |